# Krvavá neděle (1944)
Krvavá neděle bylo letecké střetnutí letectva Třetí říše (Luftwaffe) a Spojenců ve druhé světové válce, které proběhlo 17. prosince 1944. Bombardovací svaz sestavený v Itálii měl původně za misi bombardovat rafinerie v Horním Slezsku. Během letu však byli přepadeni letadly Luftwaffe a v následné bitvě bylo zničeno 78 letadel a zabito, zraněno nebo zajato bylo 220 letců. Byla to největší letecká bitva na území dnešního Česka. Bitva se odehrála v prostoru mezi Olomoucí, Přerovem, Odrami a Novým Jičínem.

## Pozadí
15. letecká armáda USAAF sídlící v Bari na jihu Itálie, vyslala 17. prosince 1944 misi s úkolem vyřadit z provozu rafinérie v koncernu Oberschlesische Hydrierwerke (OHW) v Horním Slezsku vyrábějící syntetický benzín. Byly to dva sesterské závody Blechhammer-Süd a Blechhammer-Nord (dnes Blachownia Śląska v Polsku), pracující od roku 1942 a v komplexu s třetím závodem Odertalu (dnes Zdzieszowice). Tyto závody byly strategickými cíli, protože jak Süd, tak i Nord produkovaly až 35 000 tun pohonných hmot měsíčně, k tomu Odertal 15 000 tun. Po prvním útoku 7. července 1944 se objem pohonných hmot ovšem snížil. Německé velení si závodů velmi cenilo, proto celou oblast bránila celá 11. protiletadlová divize. Do oblasti pojmenované „Blechhammer – Nord“ bylo vysláno 191 bombardérů B-17 z 5. bombardovacího křídla (5. bombardment wing), do oblasti „Blechhammer – Süd“ 105 bombardérů B-24 z 55. bombardovacího křídla a do oblasti „Odertal“ 231 bombardérů B-24 z 49. a 304 bombardovacího křídla. Pod ochranou je mělo mít 93 kusů P-38 a 207 kusů P-51 od 306. a 305. stíhacího křídla (306. a 305. Fighter Wing). Celkem tedy asi 527 bombardovacích a asi 300 stíhacích letounů. V předchozích pěti měsících byly podobné operace provedeny už dvanáctkrát. Mezi alternativní cíle patřila například rafinerie v Přívoze, nad kterou se nakonec zbavilo pum 18 bombardérů v 12:27.
Během plánování bylo počítáno s tím, že díky právě probíhajícímu tlaku v Ardenách a na východní frontě nebude kladen velký odpor. Navzdory tomu, a také kvůli nepříznivému počasí a husté oblačnosti, však německé vrchní velení zcela neočekávaně podniklo velkou protiakci, která způsobila velké ztráty na obou stranách.
Nad pobřežím Jugoslávie se utvořily útočné svazy pro jednotlivé cíle a poté skupiny letěly ve výšce 9 tisíc metrů nad mořem, přes Maďarsko a Moravu do Slezska. Svazy byly následně detekovány německými radiolokátory Freya na Istrijském poloostrově. V důsledku toho byla v 10:45 hodin vyslána proti tomuto útoku kompletní stíhací eskadra JG-300 „Wilde Sau“ z letišť v okolí Berlína a to Jüterbog, Borkheide, Löbnitz a Reinsdorf, naváděná pozemní stanicí v Doeberitz u Berlína. Tato eskadra byla vyzbrojena asi třiceti stíhačkami Focke-Wulf FW 190A a padesáti až šedesáti Messerschmitt Bf 109G v celkovém počtu asi sta strojů. Původně byla tato eskadra určena pro obranu Berlína, ale kvůli špatnému počasí nad základnami 8. USAAF ve Velké Británii, které uzemnilo spojenecká letadla, byla použita pro tuto obranu. Celá eskadra byla sestavena z velmi zkušených pilotů cvičených pro boj za ztížených povětrnostních podmínek. V čele eskadry stál stíhač major Walther Dahl se 129 sestřely.

## Střetnutí
Střetnutí se odehrálo 17. prosince 1944 nad Moravou a částí dnešního Českého Slezska. Utkala se v ní 15. letecká armáda USAAF (v počtu 300 stíhacích letounů a 527 bombardérů) proti stíhací eskadře Luftwaffe JG 300 (okolo 100 stíhacích letounů). Střet samotný proběhl mezi 11:45 až 12:30. Tato bitva je označována jako Mission No. 151 – 15. USAAF a v Česku jako „Krvavá neděle“.

### Průběh bitvy
Stíhačky Jagdruppe 300 letěly bombardérům vstříc, ovšem první dvě útočné skupiny minuly a zaútočily až na třetí svaz B-24 směřujících na Odertal, a to otočením o 180 stupňů doprava, odhodily přídavné nádrže a jižně od Přerova napadly B-24 zezadu a zespodu. První střet německých stíhačů a amerických bombardérů nastal v 11:50 hodin v prostoru mezi Olomoucí, Přerovem a Prostějovem. Doprovod stíhaček se z důvodu špatného počasí opozdil a toho využila Eskadra JG-300 a pomocí těžkých FW 109A překonala obranu osamocených B-24, lehčí Messerschmitty Bf 109 G zasáhly až později rychlým útokem shora.
Později se zpožděním do vzdušné bitvy dorazili i američtí stíhači a zamezili útokům na bombardéry. Přítomnost velkého množství P-38 a P-51 způsobila obrat v bitvě a ztráty Luftwaffe.

### Ztráty
Bitva probíhající mezi 11:45 a 12:30 skončila sumou ztrát na obou stranách celkem osmdesáti letadel. Američané přišli o 28 strojů (22 bombardérů a 6 stíhaček, 63 letců a 114 jich bylo zajato). Luftwaffe přišlo o 53 stíhaček a 21 pilotů a 4 zraněné, také přišlo o velitele elitní jednotky Luftwaffe JG 300 IV. Gruppe Josefa Puchingera.

## Pozůstatky bitvy
Bitva byla provázena nízkou oblačností, proto jsou pozorování svědků bitvy velmi omezená. Dodnes jsou v oblasti bitvy nalézány zbytky letadel a podobně. V městysu Suchdol nad Odrou je muzeum věnované této bitvě s několika exponáty havarovaných letadel. V části Jeseníku nad Odrou – Hůrka – se nachází památník letců. V obci Palačov je památník věnovaný havarovanému bombardéru B-24 Liberator.
Další památník se nachází poblíž samoty Vrbovec u obce Rokytnice a je též věnovaný sestřelenému bombardéru B-24 i dvou členům jeho posádky, kteří při havárii zahynuli. Na památníku jsou vytesaná také jména dalších dvou letců, kteří zahynuli při výbuchu jiného plně vyzbrojeného bombardéru již ve vzduchu. Zde se také 13. až 15. září 2000 několik přeživších bitvy sešlo, a jak Američané, tak Němci uctili památku padlých.
18. února 2025 byla ze dna Emauzského rybníka mezi Odrami a Vražném vyzvednuty fragmenty stíhacího letounu Messerschmitt Bf 109. Badatelé z leteckého muzea v nedalekém Suchdolu nad Odrou, kteří o místě trosek věděli od roku 2011 od pamětníků a z kronik, čekali na vypuštění rybníka a zmrznutí povrchu v zimě. V bahně bylo nalezen vrak letadla, motor, vrtule, kola, letecký kanon a munici. Ovšem ve vraku nebyl pilot, tzn. že vyskočil a nejspíš dopadl s padákem u obce Pohoř. 